# Język wailaki
Język wailaki – wymarły język indiański z grupy kalifornijskiej języków atabaskańskich. Tworzył wspólną grupę z kilkoma innymi etnolektami: sinkyone, nongatl, lassik.
W szerokim znaczeniu nazwa „wailaki” odnosi się do wszystkich czterech odmian (wailaki, sinkyone, nongatl, lassik). Dialekt wailaki (właściwy) jest najlepiej udokumentowanym z nich. W literaturze występują również określenia Eel River Athabaskan i Eel River Dene.